# 阿尼图斯
阿尼图斯（英語：Anytus），公元前5世纪至公元前4世纪人，雅典水军指挥官，公元前409年他未能从斯巴达人手里夺取皮洛斯。公元前403年，他帮助推翻三十僭主统治，并出任将军。为公元前399年起诉苏格拉底的三人之一。